# Cyclothone
Cyclothone is een geslacht van straalvinnige vissen uit de familie van borstelmondvissen (Gonostomatidae). Het geslacht is voor het eerst wetenschappelijk beschreven in 1883 door Goode & Bean.

## Soorten
- Cyclothone acclinidens Garman, 1899
- Cyclothone alba Brauer, 1906
- Cyclothone atraria Gilbert, 1905
- Cyclothone braueri Jespersen & Tåning, 1926
- Cyclothone kobayashii Miya, 1994
- Cyclothone livida Brauer, 1902
- Cyclothone microdon (Günther, 1878)
- Cyclothone obscura Brauer, 1902
- Cyclothone pallida Brauer, 1902
- Cyclothone parapallida Badcock, 1982
- Cyclothone pseudopallida Mukhacheva, 1964
- Cyclothone pygmaea Jespersen & Tåning, 1926
- Cyclothone signata Garman, 1899